# شهرياري (دهسرد)
شهریاري (بالفارسية: شهریاری) هي قرية تقع في إيران في قسم دهسرد الريفي. يقدر عدد سكانها بـ 25 نسمة .